# 멸균
멸균(滅菌, sterilization, sterilisation) 또는 살균(殺菌)은 세균 따위의 모든 형태의 미생물을 약품이나 높은 열로 죽여 균이 없는 상태로 만드는 일을 가리킨다.

## 개요
살균은 병원성 미생물 등을 물리적이나 화학적으로 파괴하는 것을 뜻한다. 살균은 멸균보다 덜 유효한데, 살균으로 알려진 대부분의 병원성 미생물이 파괴되나 모든 미생물이 죽는 것은 아니다. 대표적인 예로 세균 홀씨는 살균으로 처리되지 않는다. 완벽한 살균매체는 미생물을 박멸을 함과 동시에 인체나 동물에 무해하여야 한다. 그렇지만 대부분의 살균제는 원천적으로 인체와 동물에 유해할 가능성을 내포한다. 가정용 살균제의 대다수는 강한 쓴맛이 있는 Bitrex를 포함하는데, 이는 섭취를 막기 위함이다. 실내에서 사용하는 살균제는 유해한 화학반응의 가능성이 있기 때문에 다른 청소용액과 섞으면 안된다. 살균에는 기체, 액체, 금속 등을 사용하는 방법이 있다.

## 사용
1928년 공기 중의 미생물이 표백제 분무로 살균된다는 것을 처음으로 안 이후 여러 가지 기체가 살균에 쓰여왔는데, glycol 화합물은 강한 살균력과 상대적으로 미미한 인체에 대한 독성 때문에 효과적인 기체 살균제이다. 
액체 살균매체로 알코올, 알데하이드, 산화제, 페놀 등을 쓴다. 이중 페놀은 리스터가 처음 사용했던 살균매체로서 최초의 살균액으로 추측된다. 
금속매체로는 은 화합물, 구리 합금 등을 쓴다. 은 화합물 중 살균력이 뛰어난 것들은 대체로 불안전하여 빠른 속도로 분해된다. SDC(silver dihydrogen citrate)는 그중 안정적인 화합물로서, 은 이온으로 막 단백질의 구조에 영향을 미쳐 대사를 억제함으로써 microbial death를 일으키거나, 미생물이 SDC를 섭취했을 때 해당 미생물의 DNA를 변성시켜 세포분열을 불가능하게 하게 한다. 구리 합금 표면 또한 E.coli O157:H7, influenza A virus, 곰팡이류 등 다양한 종류의 미생물에 살균효과가 있다. EPA(United States Environmental Protection Agency)의 연구에 따르면, 355종의 구리 합금 표면에서 2시간 이상 노출되었을 때 99.9퍼센트의 박테리아가 박멸되는 살균 효과가 있었다고 한다. 
영국, 아일랜드, 일본, 한국, 프랑스, 덴마크, 브라질의 의료기관에서 항균 구리 합금을 사용하며, 칠레의 수도인 산티아고에서는 구리-아연 합금으로 된 손잡이를 2011년부터 2014년까지 30여개의 지하철역에 설치하기로 예정되어 있다. 

## 같이 보기
- 무균
- 살균제
- 소독제
- 저온 살균법
- 고온 살균법
- 염장법
- 당장법
- 초절임법
- 훈연법
- 건조법
- 조사살균법
- 고압멸균